# 松山英夫
松山 英夫（まつやま ひでお、1906年3月27日 - 1986年4月11日）は、日本の映画プロデューサー、実業家である。マキノトーキー製作所企画部長、大映専務取締役、ダイニチ映配取締役社長を歴任した。和製英語「ゴールデンウィーク」と「シルバーウィーク」の名付け親として知られる。

## 来歴・人物
1906年（明治39年）3月27日、愛知県宝飯郡蒲郡町（現在の同県蒲郡市）に生まれる。
1928年（昭和3年）、関西学院を卒業する。
満29歳であった1935年（昭和10年）12月末、太秦帷子ヶ辻中開町（現在の右京区太秦堀ヶ内町）に、牧野省三の長男であるマキノ正博がトーキー（映音式）のための新しい撮影所を建設した新会社、マキノトーキー製作所を設立、これに入社して「企画部長」に就任、翌年1936年（昭和11年）1月、同社の陣容を発表した際に名を連ね、同部のメンバーには岡本潤、中川信夫、坂田重則らがいた。やがて同社は経営が悪化し、1937年（昭和12年）4月に解散することになり、従業員のための退職金は、中川信夫を監督として製作した『旗本五人男 大江戸の鳶』の配給権を松山が東京に行って売却して用立てた。
解散後は、日活に移籍、関西支店宣伝部長に就任した。1940年（昭和15年）には、日活京都撮影所企画部長に就任した。1942年（昭和17年）1月27日、戦時統合により大映が発足し、日活京都撮影所は大映京都撮影所となり、曾我正史所長の下で同撮影所企画部長となる。
第二次世界大戦終結後、1949年（昭和24年）1月、『キネマ旬報』誌上に『日本映画についての反省と抱負』を発表する。その後、京都撮影所次長、取締役所長を経て、1951年（昭和26年）、大映発足10周年を記念し、『大映十年史』を発行するにあたり、当時宣伝企画部長であった松山がこれを編纂した。同年5月5日、松竹と競作して同日公開することになった映画『自由学校』のプロモーションにあたり、この5月の連休を松山が「ゴールデンウィーク」と名付け、同年からそう呼ばれるようになった。同作はいずれも好成績を残し、翌1952年（昭和27年）、松山は常務取締役に就任する。
1961年（昭和36年）3月、日本映画製作者協会（現在の日本映画テレビプロデューサー協会）の三代目理事長に就任、1964年（昭和39年）5月には、佐藤一郎にその座を譲った。
1970年（昭和45年）6月、配給会社・ダイニチ映配を発足、当時大映の専務取締役であった松山が社長に就任、日活常務取締役の壺田重三が副社長に就任した。1971年（昭和46年）5月、松山は病気を理由に同社社長を退任した。大映は同年倒産、12月28日上場廃止となった。
1986年（昭和61年）4月11日、心不全のため死去した。80歳没。

## フィルモグラフィ
特筆以外すべてクレジットは「企画」（プロデューサー）である。公開日の右側には特筆する職能のクレジット、および東京国立近代美術館フィルムセンター（NFC）所蔵等の上映用プリントの現存状況についても記す。同センター等に所蔵されていないものは、とくに1940年代以前の作品についてはほぼ現存しないフィルムである。

### 大映京都撮影所
特筆以外すべて製作は「大映京都撮影所」、配給は「大映」である。
- 『河童大将』 : 監督松田定次、1944年8月31日公開
- 『龍の岬』 : 監督白井戦太郎、配給映画配給社、1945年1月11日公開
- 『紅顏鼓笛隊』 : 監督木村恵吾、配給映画配給社、1945年4月12日公開
- 『生ける椅子』 : 監督野淵昶、配給映画配給社、1945年5月17日公開 - 7分の断片のみ現存（NFC所蔵[5]）
- 『東海水滸伝』（『東海二十八人衆 東海水滸傳』） : 監督伊藤大輔・稲垣浩、配給映画配給社、1945年7月12日公開 - 83分尺で現存（NFC所蔵[5]）
- 『花婿太閤記』 : 監督丸根賛太郎、1945年8月30日公開
- 『狐の呉れた赤ん坊』 : 監督丸根賛太郎、1945年11月8日公開
- 『最後の攘夷党』 : 監督稲垣浩、1945年12月20日公開 - 81分尺で現存（NFC所蔵[5]）
- 『明治の兄弟』 : 監督松田定次、1946年1月3日公開
- 『殴られたお殿様』 : 監督丸根賛太郎、1946年3月21日公開
- 『扉を開く女』 : 監督木村恵吾、1946年4月25日公開
- 『飛ぶ唄』 : 監督菅英雄、監督指導丸根賛太郎、1946年6月20日公開
- 『お夏清十郎』 : 監督木村恵吾、1946年7月11日公開
- 『国定忠治』 : 監督松田定次、1946年9月10日公開
- 『おかぐら兄弟』 : 監督稲垣浩、1946年10月22日公開 - 86分尺で現存（NFC所蔵[5]）
- 『恋三味線』 : 監督野淵昶、1946年12月17日公開
- 『七つの顔』 : 監督松田定次、1946年12月31日公開
- 『婦人警察官』 : 監督森一生、1947年2月18日公開
- 『龍虎伝』 : 監督森一生、1947年4月15日公開 - 73分尺で現存（NFC所蔵[5]）
- 『壮士劇場』 : 監督稲垣浩、1947年5月6日公開 - 86分尺で現存（NFC所蔵[5]）
- 『田之助紅』 : 監督野淵昶、1947年6月10日公開
- 『十三の眼』 : 監督松田定次、1947年6月24日公開
- 『おしどり笠』 : 監督森一生、1948年1月13日公開
- 『手をつなぐ子等』 : 監督稲垣浩、製作大映東京撮影所、1948年3月30日公開 - 製作、86分尺で現存（NFC所蔵[5]）
- 『樽屋おせん 好色五人女』 : 監督野淵昶、1948年5月16日公開
- 『待っていた象』 : 監督安田公義、1949年11月20日公開
- 『ある婦人科医の告白』 : 監督森一生、製作大映東京撮影所、1950年5月27日公開
- 『源氏物語』 : 監督吉村公三郎、1951年11月2日公開 - 124分尺で現存（NFC所蔵[5]）
- 『乞食大将』 : 監督松田定次、1952年4月30日公開
- 『大仏開眼』 : 監督衣笠貞之助、1952年11月13日公開 - 128分尺で現存（NFC所蔵[5]）
- 『新・平家物語』 : 監督溝口健二、1955年9月21日公開 - 107分尺で現存（NFC所蔵[5]）
- 『新・平家物語 義仲をめぐる三人の女』 : 監督衣笠貞之助、1956年1月15日公開 - 121分尺で現存（NFC所蔵[5]）
- 『新・平家物語 静と義経』 : 監督島耕二、1956年11月28日公開
- 『浮草』 : 監督小津安二郎、製作大映東京撮影所、1959年11月17日公開 - 119分尺で現存（NFC所蔵[5]）
- 『大菩薩峠』 : 監督三隅研次、1960年10月18日公開 - 106分尺で現存（NFC所蔵[5]）
- 『大菩薩峠 竜神の巻』 : 監督三隅研次、1960年12月27日公開 - 90分尺で現存（NFC所蔵[5]）